# Barbus annectens
Barbus annectens är en fiskart som beskrevs av John Dow Fisher Gilchrist och Thompson, 1917. Barbus annectens ingår i släktet Barbus och familjen karpfiskar. IUCN kategoriserar arten globalt som livskraftig. Inga underarter finns listade.